# Чирва Андрій Олександрович
Андрі́й Олекса́ндрович Чи́рва (27 жовтня 1972 — 23 серпня 2018) — старший солдат Збройних сил України, учасник російсько-української війни.

## Життєпис
Народився 1972 року в місті Мирноград (Донецька область); мешкав у місті Покровськ. Займався приватним підприємництвом.
Волонтер від початку війни, ремонтував фронтові машини; 2015 року сам пішов на фронт. 15 лютого 2017-го вступив на військову службу за контрактом; старший солдат, механік-водій 2-го відділення 1-го взводу 2-ї штурмової роти батальйону «Айдар».
23 серпня 2018 року загинув від осколкового поранення в часі 4-годинного бою, який почався о 5:50 поблизу села Кримське (Новоайдарський район). Сили противника зі східної околиці Жолобка, під прикриттям артилерії та мінометного вогню, наблизилися до передових позицій бригади та здійснили спробу захоплення спостережних постів. Для відсічі нападу було застосовано резерви та здійснено вогневе ураження, внаслідок чого атаку вздовж Бахмутської траси було відбито. У бою загинули четверо українських захисників — старший солдат Мар'ян Найда, солдат Тарас Проценко, старший солдат Михайло Щербанюк та старший солдат Андрій Чирва, 7 зазнали поранень.
27 серпня 2018 року похований у Покровську, на Алеї почесних поховань.
Без Андрія лишились мама і дружина.

## Нагороди та вшанування
- указом Президента України № 26/2019 від 31 січня 2019 року «за особисту мужність і самовіддані дії, виявлені у захисті державного суверенітету та територіальної цілісності України, зразкового виконання військового обов'язку» — нагороджений орденом «За мужність» III ступеня (посмертно)[1]